# Киш (Шекинский район)
Киш (азерб. Kiş) — село в 5 км к северу от города Шеки в одноимённом районе Азербайджана.

## География

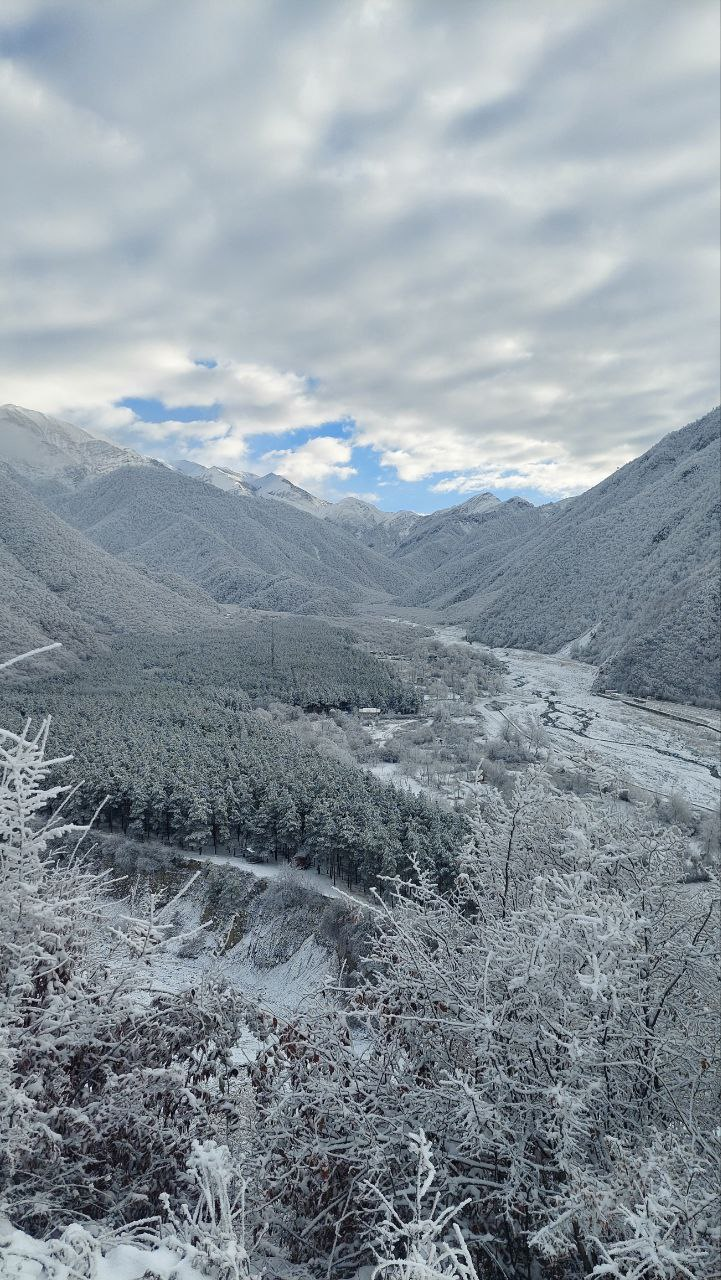
Вид со стороны деревни на долину реки Киш в зимний период.

Киш расположен на берегу одноимённой реки, с южной стороны гор главного кавказского хребта. Деревня находится в северо-западном районе Азербайджана, приблизительно в 5 километров от города Шеки. Ближайшие соседние сёла Балталы, Охуд и Кухмух.

## История
В трудах Мовсеса Каганкатваци и некоторых других средневековых армянских авторов упоминается под названием Гис.
Согласно историческим сведениям в селе Киш существовала оборонительная крепость XIV—XVI вв. Крепость Киша была разрушена во время нападения на Шеки Сефевидского правителя Тахмаспа I.
В 1970-х годах Киш, вместе с селом Балталы образовывали Кишский сельсовет Шекинского района Азербайджанской ССР.

## Население

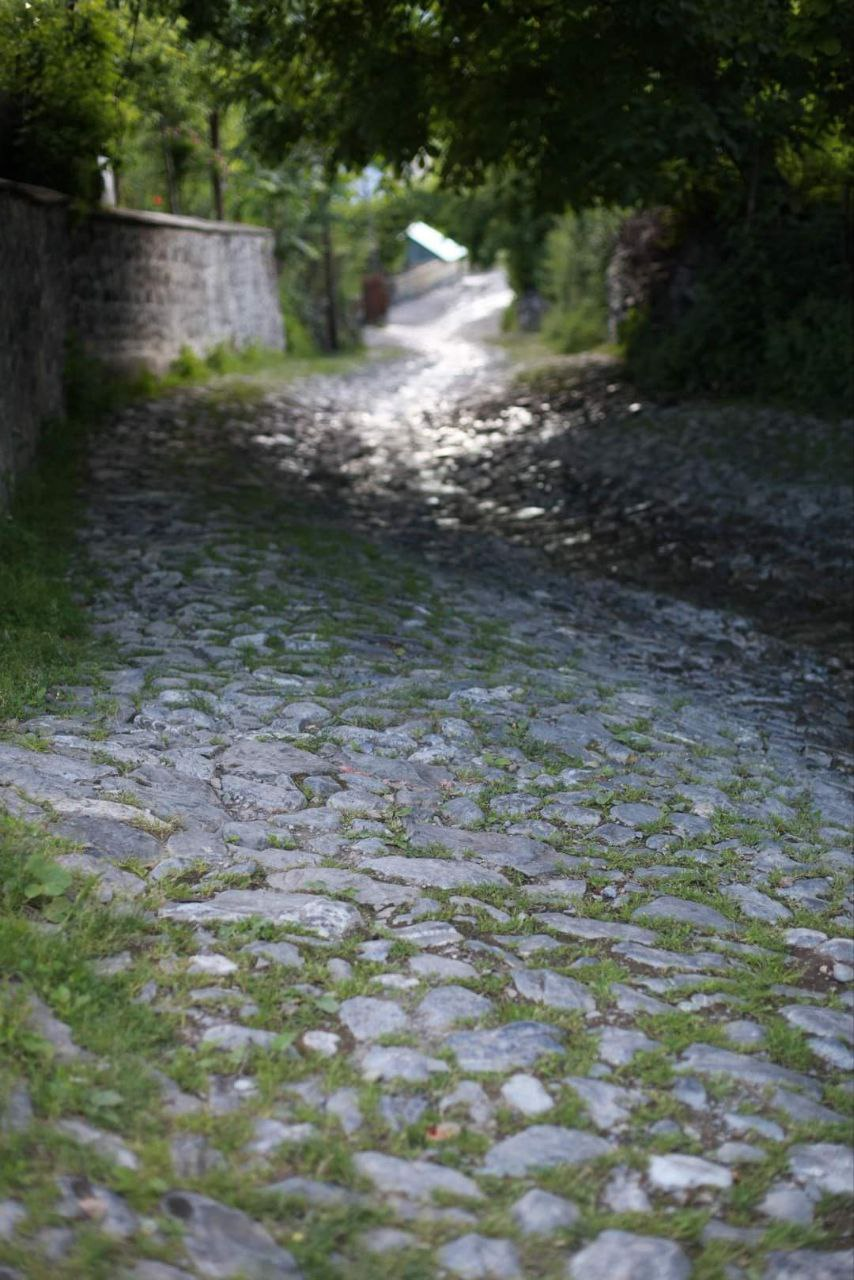
Мощённая улица в деревне.

Киш некогда была удинской деревней, на данный момент в селе нет представителей удинского народа. Основная масса удин как и большинство остального аборигенного населения Азербайджана, вошла в состав азербайджанского народа.
По имеющимся историческим данным уже с начала первой половины XIX века в данном селе фиксируются тюркоязычные «татары» (азербайджанцы), а не какая-либо из кавказоязычных народностей. Одна из махалля села именуется «Татарушагы».

### XIX век
В годы Российской империи село Киш (Кишъ) находилось в составе Нухинского уезда Елизаветпольской губернии.
Описание Шекинской провинции, составленное в 1819 году, по распоряжению главноуправляющего в Грузии Ермолова, генерал-майором Ахвердовым и статским советником Могилёвским, сообщает об азербайджанской («татарской» в источнике) деревне Кишъ Шекинского магала.
По данным «Кавказского календаря» на 1856 год Кишъ населяли азербайджанцы-сунниты (по источнику «татары»-сунниты), которые между собой говорили по-азербайджански (по источнику по-«татарски»).
Согласно сведениям по камеральному описанию 1874 года население Киша (Кишъ) состояло из 1268 «татар» (азербайджанцев), которые являлись мусульманами-суннитами.
В своде статистических данных о населении Закавказского края, извлечённых из посемейных списков 1886 года указывалось село Кишъ Елизаветпольской губернии Нухинского уезда. Население численностью 1871 человек обозначалось азербайджанцами (по источнику «татары»), по религии мусульмане-сунниты.

### XX век
В Памятной книжке Елисаветпольской губернии на 1910 год, приводится село Кишъ-Балталы Кохмухъского сельского общества Нухинского уезда с азербайджанским («татарским» по тогдашнему наименованию азербайджанцев) населением исповедующим ислам суннитского толка. Число дымов 324, численность населения  1013 человек.
По данным «Кавказского календаря» на 1912 год в селе проживало 1488 человек, в основном азербайджанцев («татары» по тогдашней терминологии).
«Кавказский календарь», на 1915 год, показывает в Кише (Кишъ в источнике) уже 2115 жителей и тоже азербайджанцев, которые именуются по принятому в дореволюционной России наименованию как «татары». 
Согласно результатам Азербайджанской сельскохозяйственной переписи 1921 года в селе Киш Нухинского уезда Азербайджанской ССР насчитывалось 302 хозяйства, преобладающее население численностью 1383 человек — тюрки-азербайджанцы.
В 1980 году население Киша составляло 4445 человека. Население занимается животноводством и земледелием. В селе существуют средняя и начальные школы, клуб, библиотека, санчасть.

## Достопримечательности
Главная историческая достопримечательность села — древний христианский храм XII века. C 2003 года храм функционирует как музей, внутри которого выставлены экземпляры археологических находок. Также, напротив храма стоит памятник известному норвежскому археологу Туру Хейердалу побывавшему в деревне во время археологических раскопок в 2000 году.
Помимо этого, к северо-востоку от деревни находятся руины крепости Гелярсан-Гёрарсан (предположительно в VIII—IX век).

Памятник Туру Хейердалу
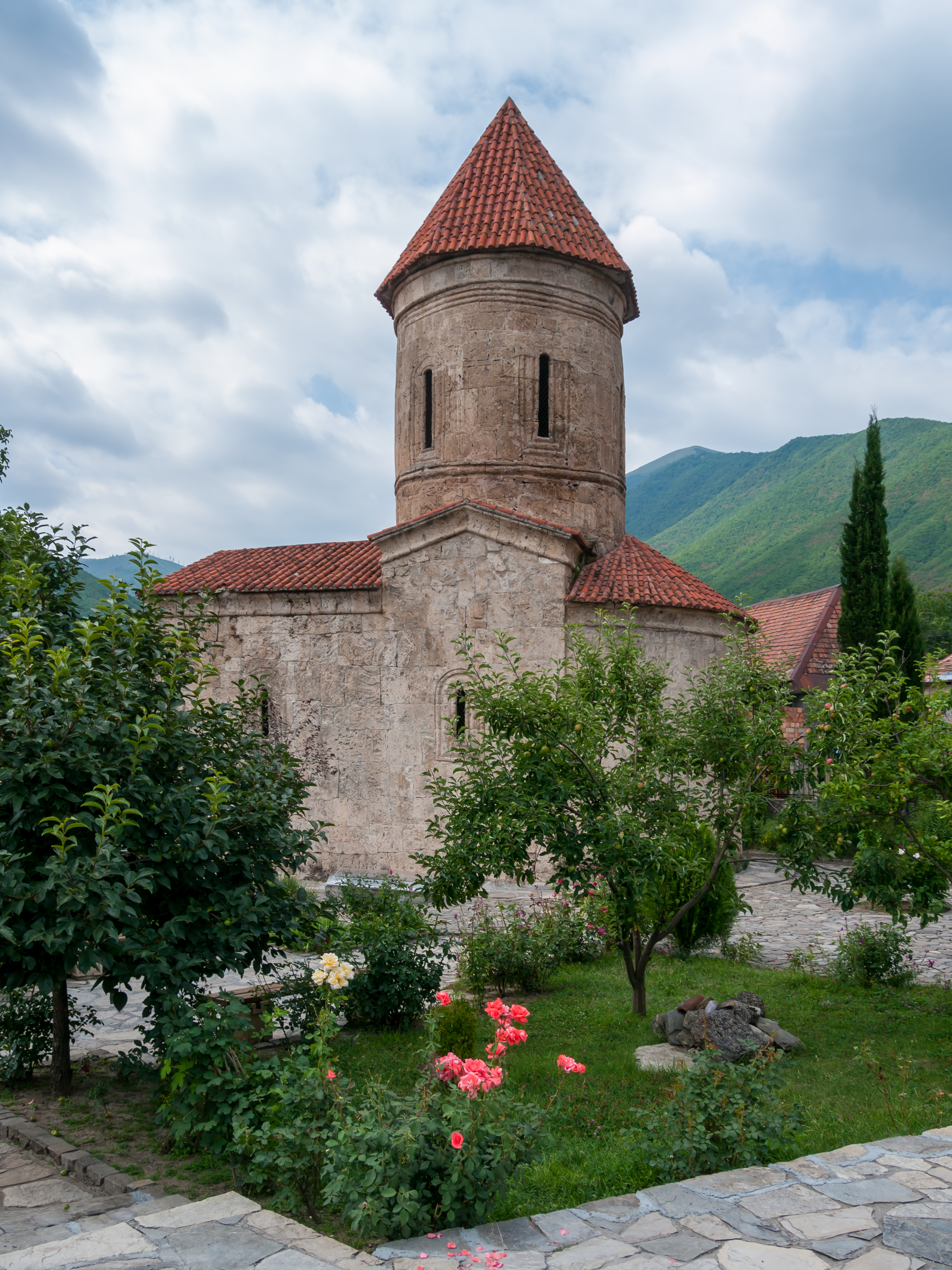
Церковь в селе Киш
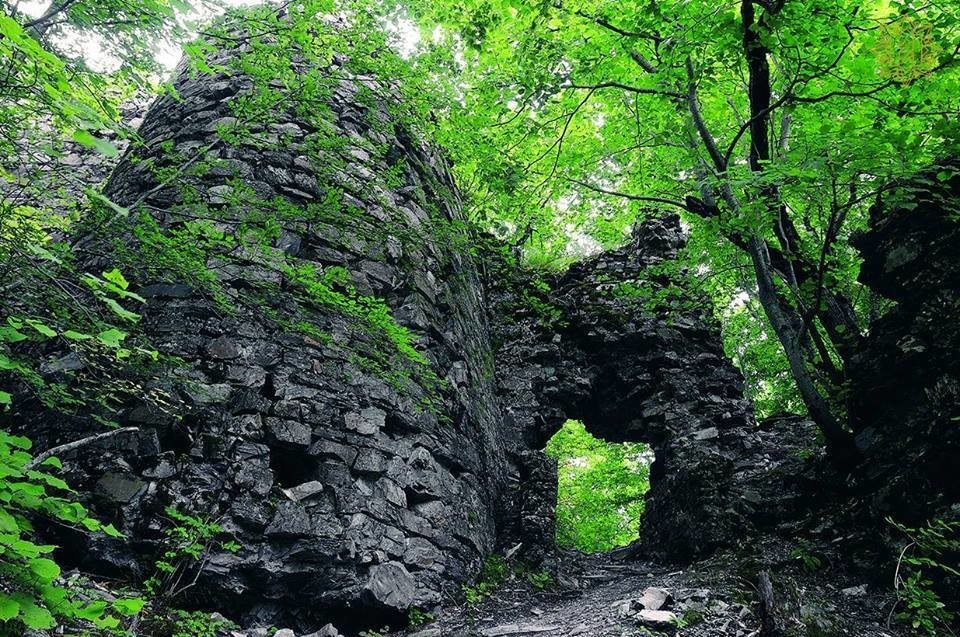
Южные ворота крепости Гелярсан-Гёрарсан

Известными уроженцами Киша являются: Айдын Мирсалех оглы Мамедов — азербайджанский лингвист, критик, тюрколог, общественный деятель, политик, депутат и литературовед, кандидат филологических наук (1980), член Союза писателей (с 1981) и Агшин Исмаил оглы Абдуллаев — майор азербайджанской армии, участник боестолкновений в феврале 2017 года в Карабахе, шахид.